# Alcatraz (série littéraire)
Pour les articles homonymes, voir Alcatraz.
Alcatraz est une série de romans pour la jeunesse de Brandon Sanderson.

## Résumé
L'histoire se passe entre la Biblie Intérieure (notre monde qui serait dirigé par le complot des Bibliothécaires) et les Royaumes Libres. Le héros, Alcatraz, 13 ans, fils d'une grande lignée d'Oculateurs des Royaumes Libres, a grandi comme un orphelin en Biblie Intérieure. Ignorant tout de ses pouvoirs, il va se retrouver impliqué dans une guerre contre les Bibliothécaires pour protéger les Royaumes Libres.

## Romans
1. Alcatraz contre les infâmes bibliothécaires (en), Mango, 2010 ((en) Alcatraz Versus the Evil Librarians, 2007)  (ISBN 978-2740426630)
2. Alcatraz contre les ossements du scribe (en), Mango, 2010 ((en) Alcatraz Versus the Scrivener's Bones, 2008)  (ISBN 978-2740426678)
3. Alcatraz contre les traîtres de Nalhalla (en), Mango, 2011 ((en) Alcatraz Versus the Knights of Crystallia, 2009)  (ISBN 978-2740428146)
4. Alcatraz contre l'ordre du verre brisé (en), Le Livre de poche, 2013 ((en) Alcatraz Versus the Shattered Lens, 2010)  (ISBN 978-2253169611)
5. Alcatraz contre le Talent Obscur (en), 2024 ((en) The Dark Talent, 2016)Paru dans le recueil Alcatraz contre les infâmes Bibliothécaires : Volume 3
6. Bastille contre les infâmes Bibliothécaires (en), 2024 ((en) Bastille vs. the Evil Librarians, 2022)Écrit avec Janci Patterson. Paru dans le recueil Alcatraz contre les infâmes Bibliothécaires : Volume 3

- Alcatraz Smedry : L'intégrale !, Le Livre de poche, 2015 ((en) Alcatraz, 2012)  (ISBN 978-2253183747)Recueil contenant les livres 1 à 4
- Alcatraz contre les infâmes Bibliothécaires : Volume 1, Le Livre de poche, 2024, 496 p.  (ISBN 978-2-253-24362-5)Recueil contenant les livres 1 et 2
- Alcatraz contre les infâmes Bibliothécaires : Volume 2, Le Livre de poche, 2024, 496 p.  (ISBN 978-2-253-24363-2)Recueil contenant les livres 3 et 4
- Alcatraz contre les infâmes Bibliothécaires : Volume 3, Le Livre de poche, 2024, 416 p.  (ISBN 978-2-253-24364-9)Recueil contenant les livres 5 et 6